# B-39
Pour les articles homonymes, voir B39.
Le B-39 (en russe : Б-39) est un sous-marin d'attaque conventionnel diesel-électrique de la marine soviétique du Projet 641 (Classe Foxtrot, code OTAN). Le "B" (en fait "Б") dans sa désignation signifie большая (bolshaya, "large"). Le sous-marin de classe Foxtrot était les plus gros sous-marin non nucléaire de la marine soviétique.
Le B-39 a été un navire musée exposé au Musée maritime de San Diego, en Californie, de 2005 a 2020.

## Historique
Sa quille a été posée le 9 février 1962 au chantier naval de l'Amirauté à Leningrad (maintenant connu sous le nom de Saint-Pétersbourg). Il a été lancé le 15 avril 1967 et mis en service le 28 décembre 1967.
Transféré au 9e escadron de sous-marins de la flotte du Pacifique, le B-39 fut transporté à Vladivostok. Il a mené des patrouilles et traqué des navires de guerre américains dans tout le Pacifique Nord, le long des côtes des États-Unis et du Canada, et allant jusqu'à l'océan Indien et l'océan Arctique. Après la fin de la guerre du Viêt Nam, il a souvent fait des visites portuaires à Da Nang. Au début des années 1970, le B-39 a suivi une frégate canadienne à travers le détroit de Juan de Fuca jusqu'à l'île de Vancouver.
En 1989, dans la mer du Japon alors qu'il rechargeait ses batteries en surface, le B-39 s'est approché à moins de 500 mètres d'une frégate de classe Oliver Hazard Perry de l'United States Navy. Les deux équipages ont pris des photos l'un de l'autre.

## post-URSS
Le B-39 a été désarmé le 1er avril 1994 et vendu à la Finlande. Il a subi une série de ventes à l'île de Vancouver en 1996 et à Seattle, en 2002 avant d'arriver à San Diego en Californie, le 22 avril 2005 et de devenir une exposition du Musée maritime de San Diego.
Lorsque le B-39 a été transformé en musée, son périscope d'attaque a été rendu accessible pour la visite de la salle de contrôle. Les touristes peuvent regarder à travers celui-ci partiellement levé (qui est dirigé vers le musée USS Midway, à environ 500 mètres de distance.
À un moment donné, le B-39 devait être coulé pour créer un récif de plongée au large, mais un tollé de la part des enseignants et des passionnés a assuré que le sous-marin resterait sur place pour le moment.
En 2000, alors qu'il était stocké à Vancouver, le B-39 a été utilisé comme scène pour des scènes de l'épisode "Victoires illusoires" de Stargate SG-1. En 2012, c'était une scène pour le film Phantom.
Les conséquences de la pandémie de Covid-19 ont fait que le bateau soit fermé au public le 15 mars 2020.
Le B-39 est alor très rouillé avec de gros trous visibles dans la coque extérieure et le pont supérieur. Il est finalement remorqué à partir du 6 février 2022 dans un chantier de démolition à Ensenada  en Basse-Californie au Mexique ou il est démantelé.  

## Galerie

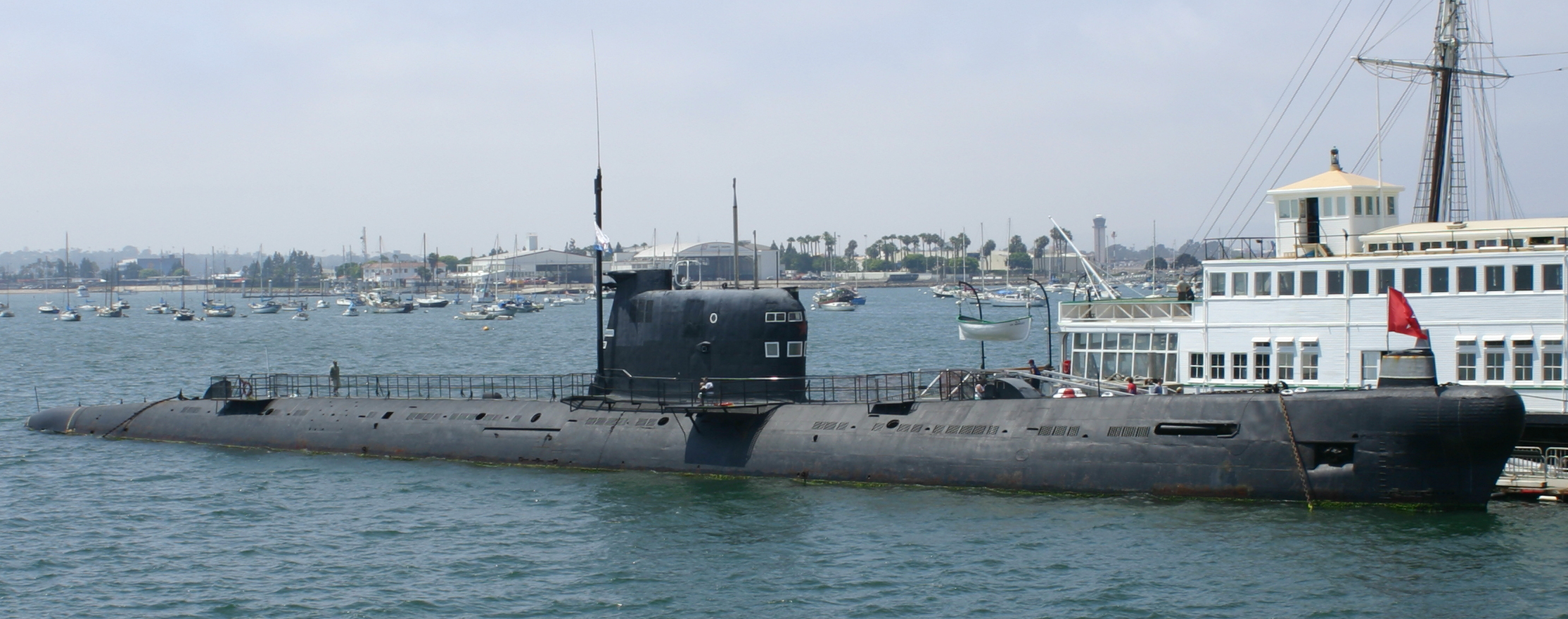
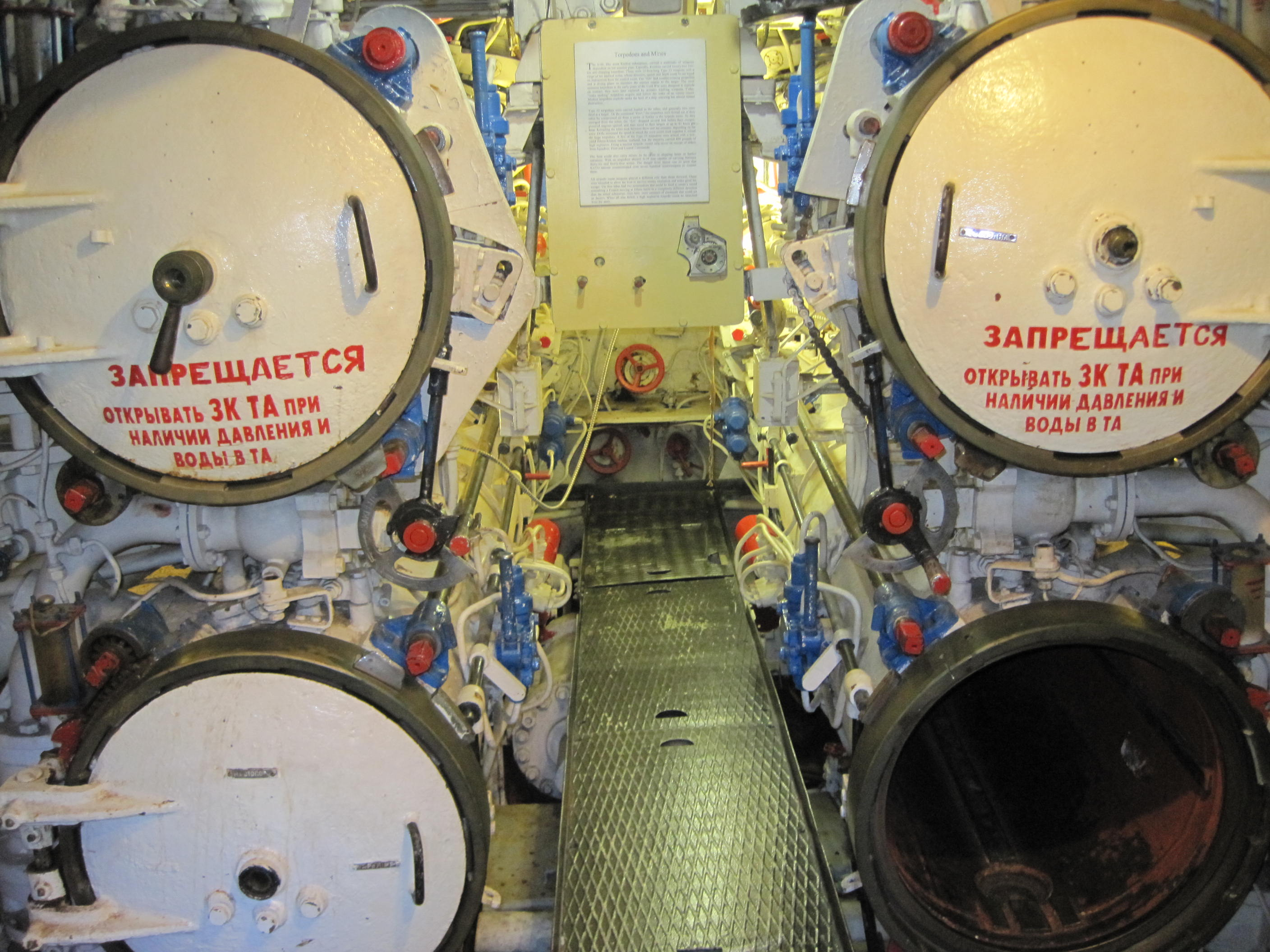
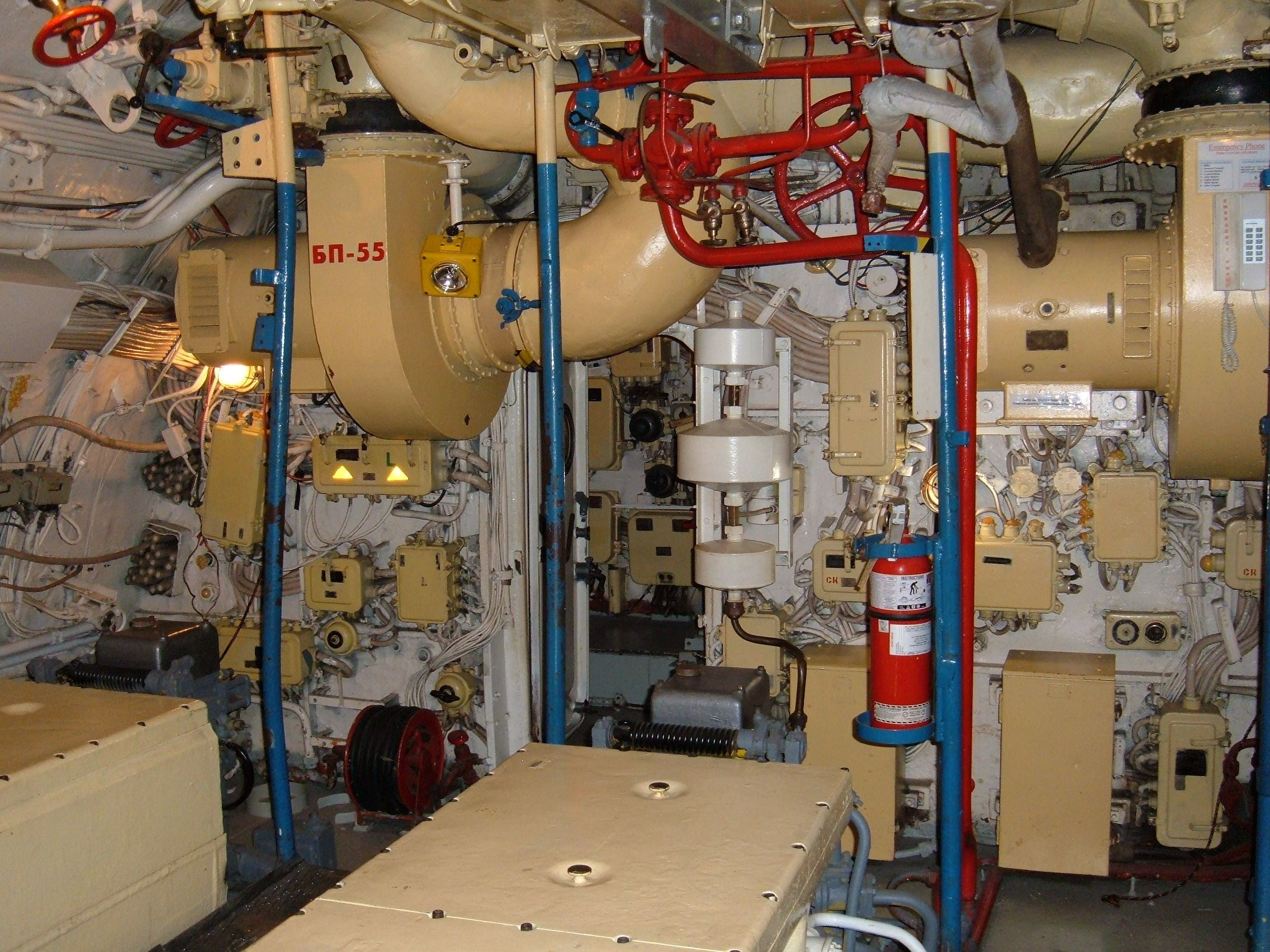